# Hermann Schuster (Politiker, 1937)
Hermann Schuster (* 10. Mai 1937 in Buchenhain; † 13. April 2021) war ein deutscher Kommunalpolitiker der CSU und von 1986 bis 1998 Bezirkstagspräsident von Oberbayern.

## Leben
Hermann Schuster wurde als Volksdeutscher in der Bukowina geboren und kam nach dem Zweiten Weltkrieg nach Bayern. Nach dem Abitur und Studium der Bauingenieur-Wissenschaften und Architektur unterhielt er bis 1976 ein selbstständiges Ingenieur- und Architekturbüro. Von 1976 bis 1990 war Hermann Schuster hauptamtlicher Bürgermeister der Gemeinde Kirchheim bei München, von 1974 bis 1986 war er Bezirksrat des Bezirks Oberbayern und von 1986 bis 1998 Bezirkstagspräsident von Oberbayern.
Wegen der Verstrickung in die so genannte Lustreisenaffäre musste er 1998 als Bezirkstagspräsident zurücktreten.
Seit 2009 war er Vorsitzender des Landesverbands Bayern der Landsmannschaft der Donauschwaben.